# Danny Collins (football)
Pour les articles homonymes, voir Danny Collins et Collins.
Daniel Lewis Collins, né le 6 août 1980 à Chester, est un footballeur gallois évoluant au poste de défenseur central à Rotherham United.

## Biographie
Le 9 septembre 2011, il est prêté pour une durée de trois mois à Ipswich Town, club de deuxième division anglaise.
En juillet 2012, il signe un contrat de trois saisons à Nottingham Forest.
Le 3 juillet 2015, il rejoint Rotherham United.